# レギオシャトルRS1
レギオシャトルRS1（Stadler Regio-Shuttle RS 1）は、ドイツ及びチェコで使用されている中距離列車向けのシュタッドラー・レール製ディーゼル動車である。台形の窓の枠は特に印象的な外観である。この気動車はドイツ鉄道の場合「DB650形気動車」として運用されており、多くの私鉄も運用路線でRS1を使用している。

## 技術的特徴

### 車体
RS1は本来アドトランツの製品であったが、2001年にボンバルディア・トランスポーテーションがアドトランツを買収したときに、独占禁止法上の理由でベルリン・ヴィルヘルムスルー工場を売却せねばならなかったので、シュタッドラー・レールがRS1を続いて生産・販売した。RS1は国際鉄道連合の基準に従う標準軌の鉄道車両であり、縦方向の牽引力は1500 kNに至る。中央緩衝連結器（或いはシャルフェンベルク式連結器、BSIコンパクト連結器）は従来のヨーロッパのプルおよびバフ研磨装置と共にRS1に装着された。
RS1はトラス構造に合致する車体フレームを持って、それは人目を引く。窓の枠は斜線であり、最初はRS1の外観が区別となったが、現在はその窓がボンバルディア製イティーノの窓にも採択されている。

### 主要機器
ディーゼル内燃機関と変速機構で構成される二つの独立したディーゼル駆動装置ユニットは、二つの車軸に装置された両台車をそれぞれに駆動する。
2006年にフォイトの工場でレギオシャトル気動車が改造された。特により厳しい排気ガスの基準に従い、最高速度を140 km/hに上げるのが要求された。2009年7月に連邦鉄道庁（Eisenbahn-Bundesamt）は、製造者がRS1の排気タービン過給器を指定された期間で厳密に保守及び交換するのを法律で布告した。その以前には排気タービン過給器が長期間に稼働されたので、いくつかの火災が発生した。2011年5月4日にレヌス・ヴェニロ鉄道（Rhenus Veniro）は、ボッパルトとエンメルスハウゼンを結ぶフンスリュック線でRS1の運用を開始するのができた。三両の車両には60.9 ‰の急勾配区間の走行のために強化バネ方式の電磁吸着ブレーキが装備された。さらに一機の間接制動装置が追加されて、一機の強化変速機器もこの三両の車両に装着された。二年間の遅延の末に、2012年1月にすべての三両の車両運行が無制限に承認された。
ヴュルテンベルク鉄道有限会社（Württembergische Eisenbahn-GesellschaftmbH, WEG）所属のRS1は、他のRS1と一緒に運転できるだけでなく、NE81（BR 626/926）機種の車両とも併結できてこの車両をRS1の運転台で操作するのが可能である。その故に、RS1のマスター・コントローラーには段階がなくて停止・運転制御がある。

### 車内
65 ％の車内床は低くて、55 cm高さの乗降場に適合している。ショェンブッフ線の場合76 cm高さの乗降場に対応する特別バージョンが使用されている。両端にある二つの二軸台車の上には底が高い。
RS1は一人運転での一般鉄道で無制限に運用できる。最大170人未満という比較的少ない乗客定員は、最新シリーズのRS1を最大六両で運転できるという事実によって相殺できる。最初シリーズの場合、最大五両の併結されたRS1は、約850人の乗客の輸送を処理できる。

## 車両の投入過程
2006年にはレギオシャトルの生産が満了するように見なされた。しかし2007年と2008年には、東ドイツ鉄道（Ostdeutsche Eisenbahn, ODEG）、ホーエンツォレルン地方鉄道及びレーヌス・ヴェンニーロ鉄道（Rhenus Veniro）がRS1を注文した。この車両の注文でRS1の総数は365両に増加した。2008年6月末ドイツ鉄道は、最大60両のRS1の配送についてシュタッドラー・レールと基本契約を締結したが、そこから返事の電話連絡は来なかった。チェコ鉄道は2010年に33両の気動車を注文した。RS1は2011年と2012年末から、リベレツ州とヴィソチナ州で840形および841形気動車として運行されている。
2009年にアギリス鉄道（agilis）は、オーバーフランケン気動車路線の用度に38両のRS1を注文して、2011年6月と2012年12月に運行を開始した。2009年12月末、ベルリン＝ブランデンブルク運輸連合（VBB）の公共交通路線である「NetzStadtbahn」の入札で選定されたODEGが車両購買契約を締結した。この契約では、2011年の定期時刻表変更の時に普通列車35系統に投入されたRS1気動車に関する注文が含まれた。2010年ルールタール鉄道有限会社（Rurtalbahn GmbH）は五両のRS1を注文して、2011年半ばからデューレン - ハイムバッハ路線、ユーリヒ - デューレン路線およびユーリヒ - リニヒ路線に投入した。
2010年7月にシュタッドラー・レールはシュトローゴイ線（Strohgäubahn）の沿線地域共同体から八両のRS1の供給に関する申し込みを受け入れた。この契約により、シュタッドラー・パンコウ工場の製造数量は450両で、車両は2012年初から供給された。ヴュルテンベルク鉄道会社（Württembergische Eisenbahn-GesellschaftmbH, WEG）の旅客輸送は2012年前半に開始された。2010年にエアフルト鉄道は八つの東テューリンゲン路線で使用されるRS1を注文して、2012年以降36両の車両を運用している。 2011年7月ボーデン湖＝オーバーシュヴァーベン鉄道（Bodensee-Oberschwaben-Bahn）は二両のRS1を注文して、2013年5月にRS1は使用可能だと発表した。フォクトラント鉄道（Vogtlandbahn）が2012年2月10日に8両の新型RS1気動車を「フォクトラント鉄道網2012」のためにシュタッドラー・パンコウ支社（Stadler Pankow GmbH）から買い入れた。フォクトラント鉄道のRS1は路面電車製造及び運営に関する法律（Staßenbahn-Bau- und Betriebsordnung, BOStrab）に従って、車体に方向指示器、ストップランプ、すれ違いビームが装置された。
2014年以来RS1の生産も注文も行われていない。また、2016年以来RS1のインターネット情報はシュタッドラー・レールのサイトで提供されていない。

## 運用現況

### ドイツ

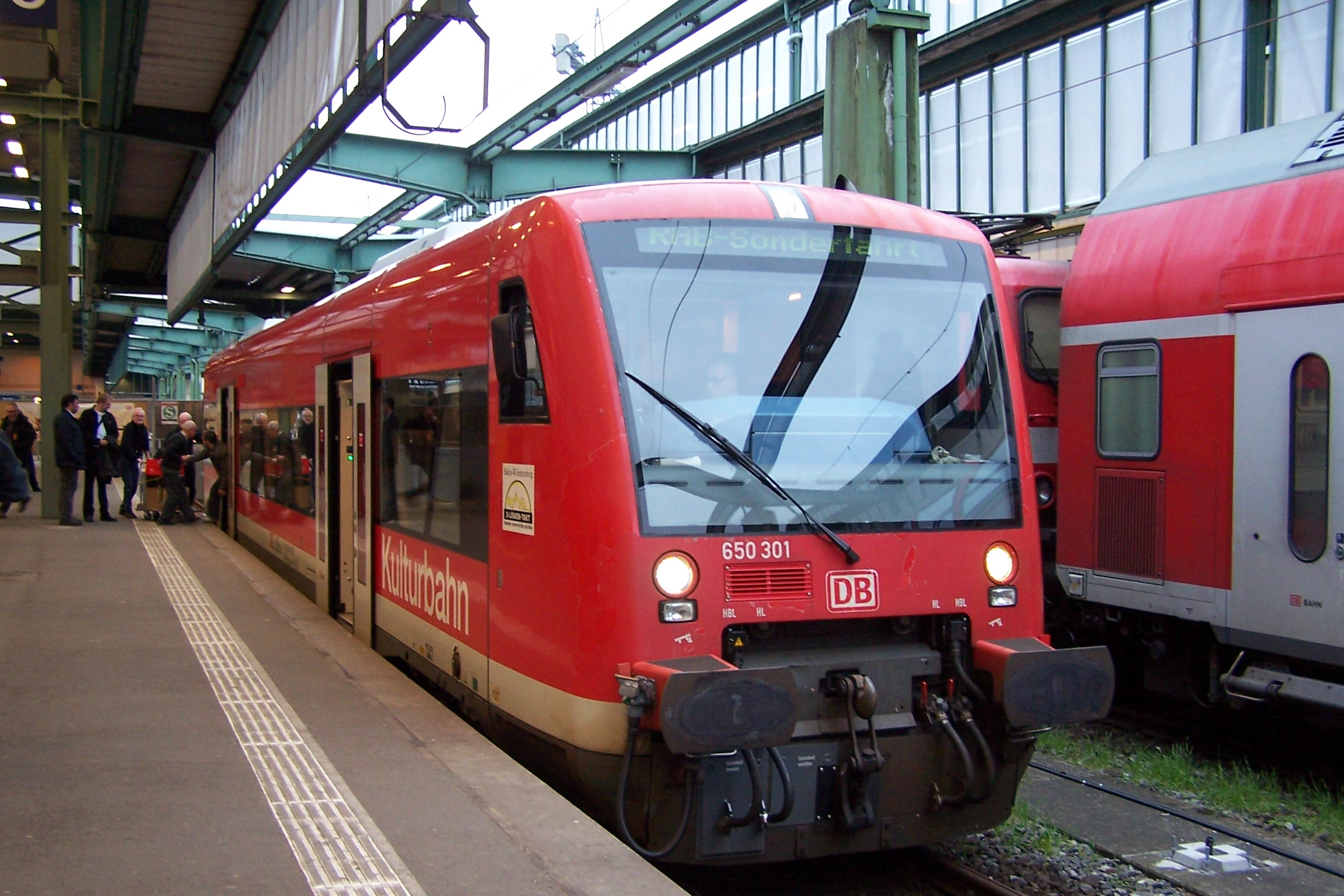
シュトゥットガルト中央駅に停車するDB650形301機

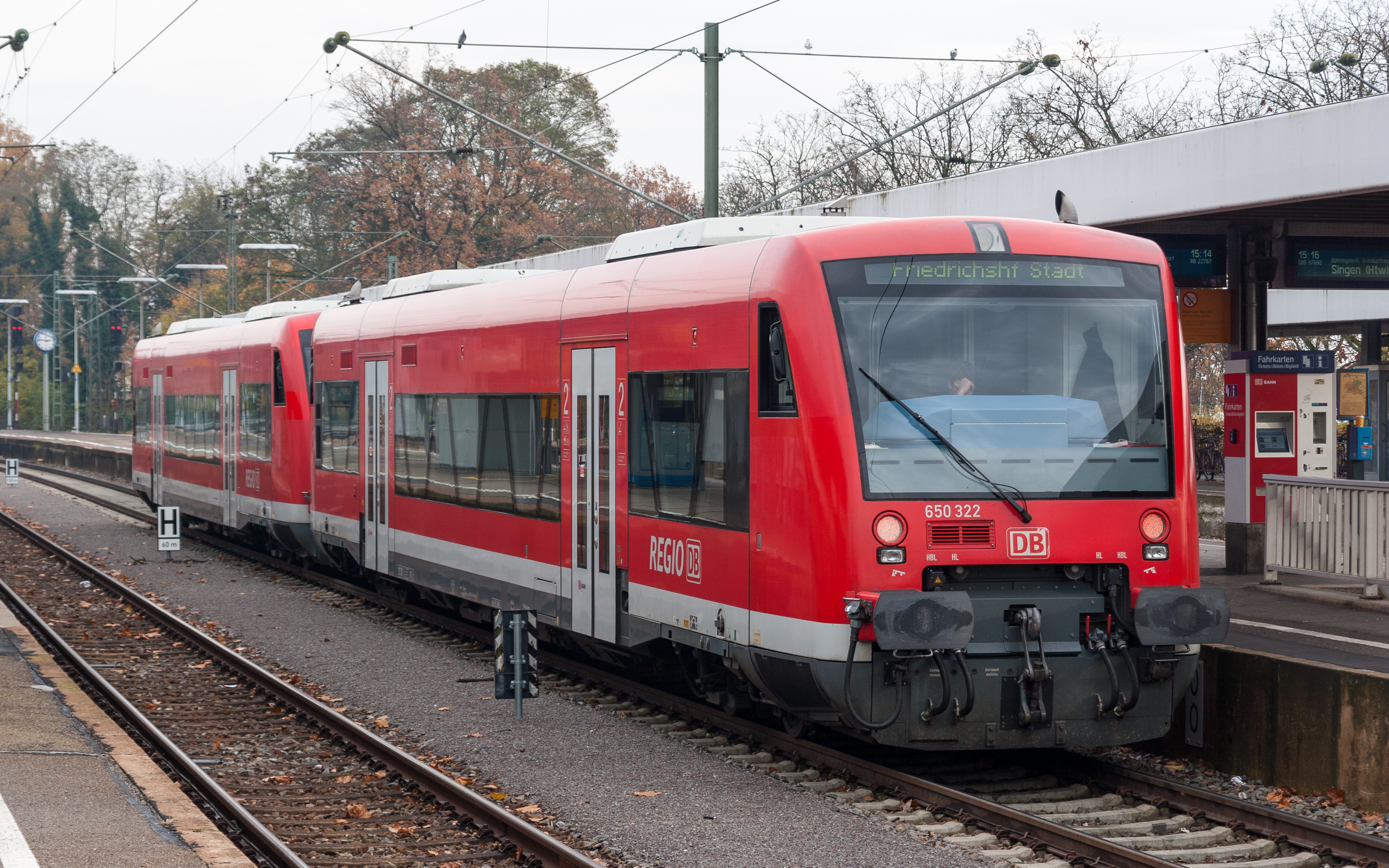
ラードルフツェル駅に停車するDB650形322機

ドイツ鉄道は1999年にRS1を650形気動車として導入した。650形車両はほとんどテュービンゲンとウルムで子会社であるDBアルプ＝ボーデン湖地域交通（DB ZugBus Regionalverkehr Alb-Bodensee, RAB）により運用されている。

### チェコ
チェコ鉄道はRS1を840形気動車と841形気動車として運用している。
2020年12月に南西ドイツ交通（Südwestdeutsche Landesverkehrs-AG, SWEG）は、子会社であるツォレルン＝アルプ鉄道（Zollern-Alb-Bahnen）でLINT54に置き換えられた22両のRS1車両を、仲介者であるヘルヴェティク鉄道車両（Helvetic Rolling Stock GmbH, HEROS）を介して、チェコ鉄道に売却した。その22両の車両は1997年に製造されたものである。

## 後継車種
2024年、シュタッドラー・レールはレギオシャトルRS1の後継車種としてRS ZEROを発表した。レギオシャトルRS1と比較してエネルギー消費量が抑制され、大半の部品がリサイクル可能な材料が用いられている他、蓄電池や水素燃料電池を用いる事で二酸化炭素を始めとした温室効果ガスを抑制する環境対策も完備されている。編成は1両編成の他、2両編成も選択可能で、双方ともレギオシャトルRS1と同様にバリアフリーに適した低床構造を有している。最初の試作車は同年に実施されるイノトランスに展示される。